# Dekanat Zambrów
Dekanat Zambrów – jeden z 24 dekanatów rzymskokatolickich należących do diecezji łomżyńskiej.

## Parafie
W skład dekanatu wchodzi 9 parafii:
- parafia pw. Miłosierdzia Bożego w Grądach-Woniecku
  - Kościół parafialny – pw. Miłosierdzia Bożego
- parafia pw. Wniebowzięcia Najświętszej Maryi Panny w Kołakach Kościelnych
  - Kościół parafialny – pw. Wniebowzięcia Najświętszej Maryi Panny
- parafia pw. św. Anny w Rutkach-Kossakach
  - Kościół parafialny – pw. św. Anny
  - Kościół filialny – pw. MB Miłosierdzia w Szlasach Łopienite
  - Kościół filialny – pw. św. Andrzeja Boboli w Zambrzycach Kapustach
- parafia pw. św. Maksymiliana Marii Kolbego w Starym Skarżynie
  - Kościół parafialny – pw. św. Maksymiliana Marii Kolbego
- parafia pw. Najświętszej Maryi Panny Częstochowskiej w Szumowie
  - Kościół parafialny – pw. Najświętszej Maryi Panny Częstochowskiej
- parafia pw. Najświętszej Maryi Panny Częstochowskiej w Tabędzu
  - Kościół parafialny – pw. Najświętszej Maryi Panny Częstochowskiej
- parafia pw. Ducha Świętego w Zambrowie
  - Kościół parafialny – pw. Ducha Świętego
- parafia pw. św. Józefa Rzemieślnika w Zambrowie
  - Kościół parafialny – pw. św. Józefa Rzemieślnika
- parafia pw. Trójcy Przenajświętszej w Zambrowie
  - Kościół parafialny – pw. Trójcy Przenajświętszej.

## Władze dekanatu
Władze dekanatu stanowią;
- Dziekan: ks. prał. dr Jerzy Samsel
- Wicedziekan: ks. kan mgr Zbigniew Choromański
- Ojciec Duchowny: ks. prał Marian Olszewski.

## Sąsiednie dekanaty
Czyżew, Kobylin, Łomża – św. Brunona, Łomża – św. Michała Archanioła, Ostrów Mazowiecka – Wniebowzięcia Najświętszej Maryi Panny, Piątnica, Rzekuń, Wysokie Mazowieckie